# Palacio de Toledo-Moctezuma
El Palacio de Toledo-Moctezuma es un edificio medieval de estilo renacentista situado en el conjunto monumental de la ciudad de Cáceres. Fue construido durante el XV aunque su aspecto actual se debe a las restauraciones que se acometieron a finales del XVI y principios del XVII.

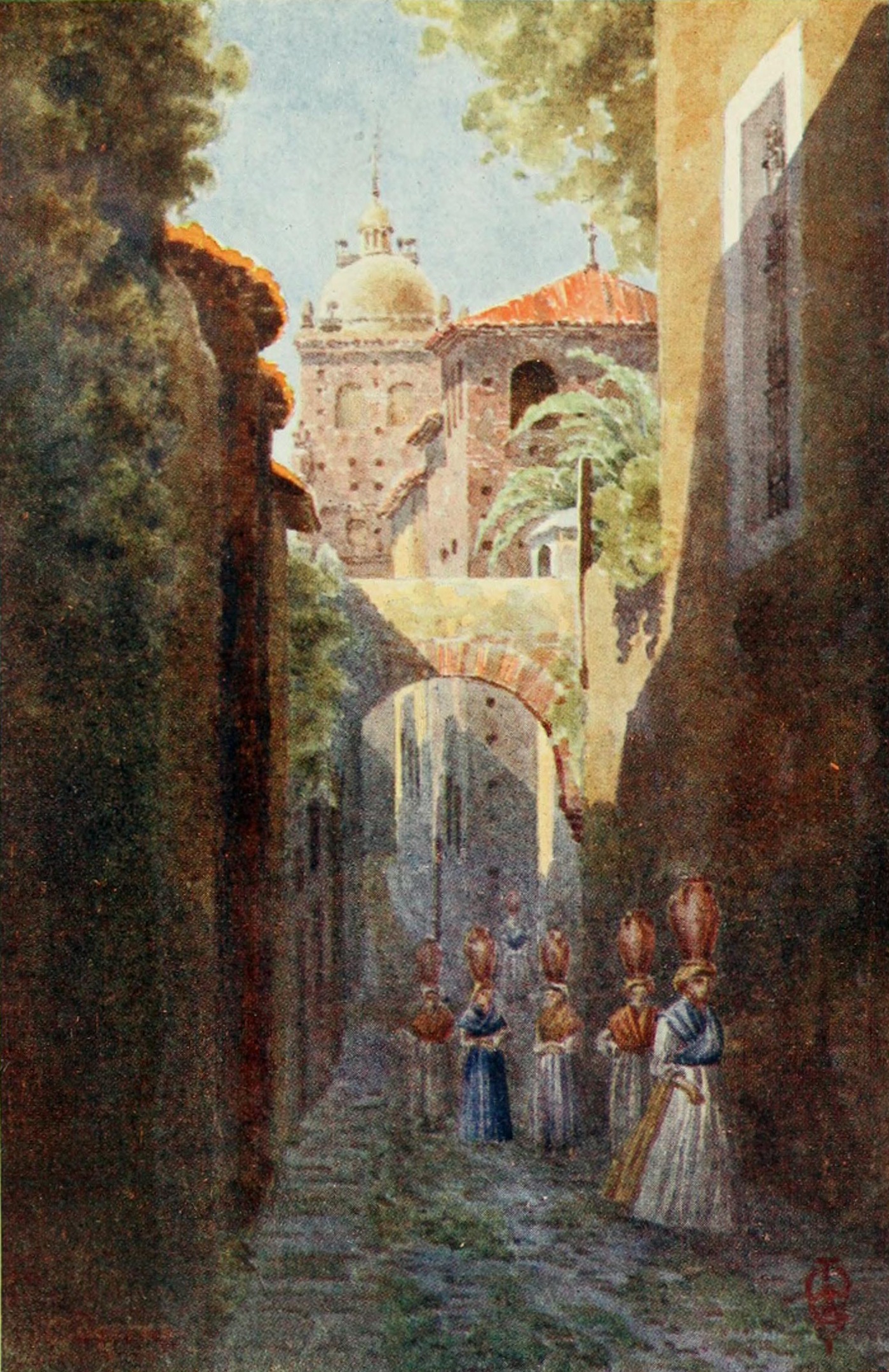
Ilustración publicada en 1906, con el palacio de Toledo-Moctezuma en segundo plano.

Fue propiedad de la familia de los Toledo cuyo blasón al igual que los de las familias de los Carvajal y los Ulloa, inicialmente también propietarias del edificio, pueden apreciarse en su fachada principal.
A finales del siglo XVI, tras la unión en matrimonio de Mariana de Carvajal y Toledo con Juan de Toledo Moctezuma, descendiente de Juan Cano de Saavedra y de Isabel de Moctezuma, hija del emperador azteca Moctezuma II Xocoyotzin, se acometen las reformas en la parte superior de la casa que dotaron a esta de su característica fachada abierta con galería de ladrillo en cuya superficie se incluyeron nuevamente los escudos heráldicos de las familias de los Toledo y Carvajal, además de la de los Moctezuma.
En la actualidad, tras las obras acometidas por el Ministerio de Cultura a finales del siglo  XX, alberga en su interior las dependencias del Archivo Histórico Provincial de Cáceres.